# Oddjob
Oddjob è un henchman (tirapiedi) dell'antagonista Auric Goldfinger, avversario secondario del protagonista James Bond nel romanzo di Ian Fleming, Missione Goldfinger (1959) e nell'omonimo film Agente 007 - Missione Goldfinger (1964). Per il grande schermo è stato interpretato dall'atleta di origine giapponese Harold Sakata.

## Caratteristiche
È un uomo di etnia asiatica (è sudcoreano), tozzo e basso di statura, con i capelli e i baffi neri. Nel corso della storia svolge le mansioni di maggiordomo, autista, guardia del corpo e caddy al servizio di Auric Goldfinger. È muto, sgarbato con i nemici (non si toglie mai il cappello in segno di rispetto, eccetto nel momento in cui "invita" James Bond nella sua cella) e ha sempre un'espressione da duro.
Ha una forza muscolare notevole: è in grado di sollevare persone sopra la sua testa senza apparente fatica, schiacciare immediatamente una palla da golf usando la mano destra e spezzare in due una sbarra di ferro con una mossa di karate. È inoltre molto resistente alle offese fisiche: James Bond tenta spesso di stenderlo con calci e pugni, ma senza esito, oppure armandosi della stessa sbarra di prima, ma anche qui Oddjob riesce a sopportare i colpi senza cadere a terra né lamentarsi. Nonostante le sue doti fisiche soprannaturali, Oddjob è solo parzialmente invulnerabile e quindi può essere soppresso: alla fine di un duro scontro a Fort Knox, Bond riesce ad ucciderlo.

## Biografia
Oddjob è la personale guardia del corpo del miliardario Auric Goldfinger. Ha inoltre l'incarico di uccidere chiunque potrebbe causare problemi a Goldfinger. Odd job in inglese significa infatti "lavoro sporco".
In una sequenza del romanzo, rompe con la mano una ringhiera di una scala dando prova della sua possente fisicità. Ama molto mangiare gli animali, i gatti in particolare sono il suo piatto preferito come rivelato dallo stesso Goldfinger che dà in pasto ad Oddjob un gatto verniciato d'oro. Su ordine di Goldfinger ucciderà un gangster che non intendeva partecipare al piano per svaligiare Fort Knox.
Nel libro Oddjob viene risucchiato fuori dal finestrino di un aereo sul quale si stavano affrontando Goldfinger e Bond (un destino trasferito ad Auric Goldfinger nella versione cinematografica).
Nel film si esprime solamente a gesti o a monosillabi. Ha un'arma micidiale, la sua bombetta con lama metallica incorporata nella falda, capace persino di mozzare la testa di una statua se lanciata con particolare destrezza, che utilizzerà svariate volte nel corso del film.
Ucciderà le sorelle Jill e Tilly Masterton, ricoprendo di vernice dorata la prima e 
colpendo con la lama della sua bombetta la seconda. Elimina inoltre Mr. Solo, uno dei gangster che si era rifiutato di partecipare al progetto di Goldfinger, Operazione Grande Slam.
Morirà ucciso da Bond, che lo fulminerà con un cavo elettrico mentre egli sta cercando di riprendere il suo cappello rimasto incastrato tra due sbarre, all'interno del caveau blindato di Fort Knox.

## Omicidi commessi da Oddjob
Come molti altri scagnozzi e sicari della serie, Oddjob uccide svariati personaggi:
- Jill Masterton, asfissiata con vernice dorata poiché aveva fatto perdere molti soldi che Goldfinger vinceva barando a carte;
- Tilly Masterton, colpita con la lama della sua bombetta mentre scappava con Bond;
- Mr Martin Solo, gangster ucciso a colpi di pistola poiché si era rifiutato di collaborare con Goldfinger;
- Kisch, scagnozzo di Goldfinger buttato giù da un'altezza elevata poiché voleva disattivare la bomba di Goldfinger dopo che erano rimasti intrappolati nel deposito di Fort Knox;

## Altre apparizioni
- Oddjob è apparso in una serie di videogiochi. Nel videogioco GoldenEye: Rogue Agent, Oddjob è un seguace di Goldfinger, e inizialmente un compagno di GoldenEye (il protagonista del gioco). Oddjob è apparso nei videogiochi GoldenEye 007 e 007 Nightfire come personaggio giocabile per l'utilizzo in modalità multiplayer. Oddjob è anche un personaggio giocabile nel gioco del 2010 GoldenEye 007, remake di GoldenEye 007. Oddjob appare anche nel videogioco 007 Legends, durante i livelli di Goldfinger (Missione 1).
- Oddjob appare anche nella serie animata James Bond Junior con un cappello, occhiali da sole e abiti stile hip hop.